# Darryl Dawkins
Darryl Ricardo Dawkins (Orlando, 11 gennaio 1957 – Allentown, 27 agosto 2015) è stato un cestista e allenatore di pallacanestro statunitense, professionista nella NBA e in Italia.
È scomparso nel 2015 all'età di 58 anni a seguito di un attacco cardiaco. Era conosciuto come Chocolate Thunder.

## Biografia

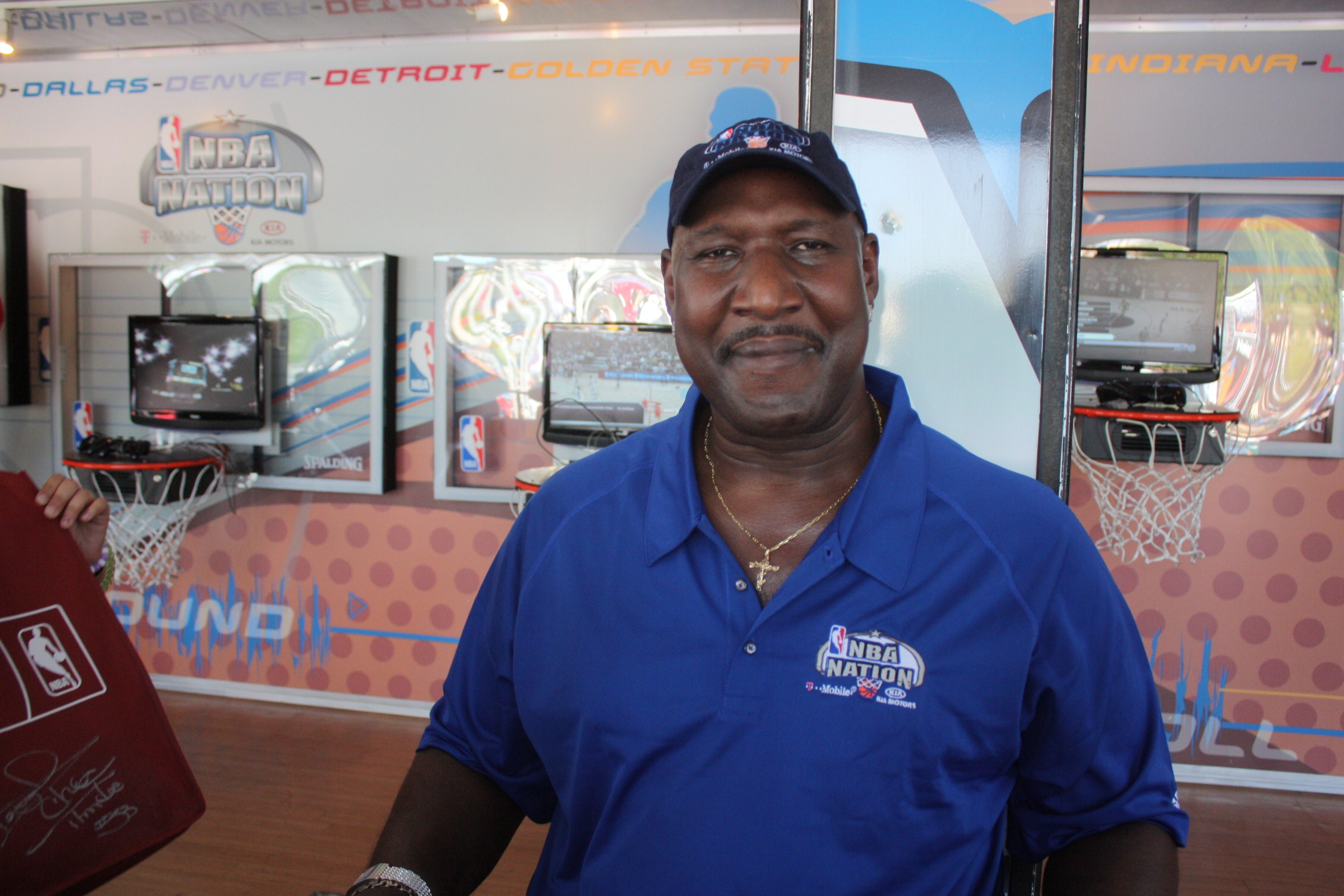
Dawkins nel 2009

Stevie Wonder, che frequentava spesso le partite dei Sixers, diede a Dawkins il soprannome di "Chocolate Thunder". 
L'autobiografia di Dawkins Chocolate Thunder: The Uncensored Life and Times of Darryl Dawkins (coautore con Charley Rosen), racconta la sua vita dentro e fuori dal campo come star della NBA. Nel libro, Dawkins ha raccontato parte del razzismo che ha incontrato durante la sua carriera nell'NBA, giocando al fianco della superstar dei 76ers Julius Erving, e le sue esperienze fuori dal campo con droghe, feste e donne.
Nel settembre 1986, Dawkins fuggì e si sposò con Kelly Barnes di Trenton, New Jersey. L'autunno successivo, i due stavano progettando di divorziare quando lei si suicidò il 1 novembre 1987, a casa dei suoi genitori nel New Jersey; Dawkins era nello Utah con la sua squadra in quel momento.
Nel 1988, Dawkins sposò un'ex cheerleader dei Nets, Robbin Thornton; divorziarono dopo 10 anni. Dawkins in seguito si risposò; lui e sua moglie, Janice, hanno avuto tre figli: Nick, Alexis e Tabitha, una figlia della precedente relazione di Janice che ha la sindrome di Down.

## Carriera

### High school
Ha guidato la Maynard Evans High School di Orlando (Florida), Florida, al titolo statale nel 1975.
Nel 1975, pur indeciso nella scelta del college tra Florida State, Kansas e Kentucky, optò per l'eleggibilità nel draft della NBA. Venendo scelto al primo giro come quinta scelta assoluta, divenne il secondo giocatore a passare dal liceo direttamente ai professionisti NBA (il primo fu Moses Malone, l'anno precedente). Venne scelto dai Philadelphia 76ers.

### Philadelphia 76ers
Firmò un contratto di sette anni del valore di 1.000.000 $.
Nei Sixers, ebbe la possibilità di giocare al fianco di Julius Erving, Doug Collins, World B. Free e George McGinnis, di cui era riserva.
Dawkins languì sulla panchina dei Sixers per le prime due stagioni. Nella sua seconda stagione, dopo aver giocato pochi minuti durante la stagione regolare, Dawkins ebbe maggiore minutaggio durante i playoff, per contrastare Dave Cowens dei Celtics e Moses Malone dei Rockets. I Sixers vinsero entrambe le serie di playoff e passarono alle Finals. Marcando Bill Walton di Portland, Dawkins contribuì alla vittoria nelle prime due partite prima che i Trail Blazers vincessero le quattro successive aggiudicandosi la serie in sei partite. Nella seconda gara della serie, Dawkins accese una rissa con Maurice Lucas, provocando l'espulsione di entrambi i giocatori. Dawkins sfogò la sua rabbia nello spogliatoio dei 76ers strappando un gabinetto dal muro e rimuovendo uno stallo dell'armadietto, barricandoci la porta.
Prima della stagione 1978-79, Philadelphia cedette McGinnis ai Denver Nuggets, e Dawkins passò al quintetto base. Nelle tre stagioni successive, Dawkins e Caldwell Jones si alternarono tra centro ed ala forte. Nel 1979-80, segnò una media di 14,7 punti e 8,7 rimbalzi, il massimo della carriera, aiutando i Sixers a tornare alle finali NBA, che perdettero contro i Los Angeles Lakers in sei partite.
Nella stagione 1981, Dawkins ebbe una percentuale di tiri dal campo realizzati del 60,7%, subito dietro al 67% del primatista NBA Artis Gilmore.
Al termine della stagione 1981-82, la sconfitta nelle Finals NBA contro i Los Angeles Lakers fece attuare dalla dirigenza dei Sixers uno scambio, mandando Dawkins ai New Jersey Nets per far arrivare Moses Malone e cercare di vincere il titolo.

### New Jersey Nets
Durante la militanza nei Nets, il 5 novembre 1983 stabilì, con 13 stoppate, il record della franchigia.
Gli infortuni alla schiena lo costrinsero a sole 6 gare giocate nella stagione 1986-87. Al termine della stagione fu scambiato con gli Utah Jazz.

### Utah Jazz
La sua permanenza a Salt Lake City fu breve, dopo sole 4 gare i Jazz lo scambiarono con i Detroit Pistons.

### Detroit Pistons
La personalità di Dawkins si adattava perfettamente alla squadra dei "Bad Boys" e, nonostante fu limitato a 14 partite in due stagioni, era considerato uno dei leader della squadra. Dawkins era spesso in panchina, si stava ancora riprendendo dagli infortuni alla schiena e stava affrontando la morte della sua ex moglie. Nella sua ultima stagione in NBA, i Pistons vinsero il campionato NBA e Dawkins finalmente guadagnò un anello.

### Carriera in Italia
Nel 1989 arriva in Italia nell'allora Ipifim Torino in A2 dove al termine della stagione conquista la promozione in serie A1. Gioca anche l'anno successivo a Torino per poi passare nel 1991 all'Olimpia Milano, dove resta una sola stagione.
Al termine di quel campionato assieme a Johnny Rogers scende in serie A2 alla Libertas Forlì, dove rimangono per due stagioni senza riuscire a riportare Forlì in A1.

## Statistiche
| † | Denota una stagione in cui ha vinto il titolo NBA |
| * | Primo nella lega                                  |

### NBA

#### Regular Season
| Anno       | Squadra            | PG  | PT  | MP   | TC%  | 3P%  | TL%  | RP  | AP  | PRP | SP  | PP   |
| ---------- | ------------------ | --- | --- | ---- | ---- | ---- | ---- | --- | --- | --- | --- | ---- |
| 1975-1976  | Philadelphia 76ers | 37  | 1   | 4,5  | 50,0 | -    | 33,3 | 1,3 | 0,1 | 0,1 | 0,2 | 2,4  |
| 1976-1977  | Philadelphia 76ers | 59  | 0   | 11,6 | 62,8 | -    | 50,6 | 3,9 | 0,4 | 0,2 | 0,8 | 5,3  |
| 1977-1978  | Philadelphia 76ers | 70  | 11  | 24,6 | 57,5 | -    | 70,9 | 7,9 | 1,2 | 0,5 | 1,8 | 11,7 |
| 1978-1979  | Philadelphia 76ers | 78  | 12  | 26,1 | 51,7 | -    | 67,2 | 8,1 | 1,6 | 0,4 | 1,8 | 13,1 |
| 1979-1980  | Philadelphia 76ers | 80  | 80  | 31,8 | 52,2 | 0,0  | 65,3 | 8,7 | 1,9 | 0,6 | 1,8 | 14,7 |
| 1980-1981  | Philadelphia 76ers | 76  | 76  | 27,5 | 60,7 | -    | 72,0 | 7,2 | 1,4 | 0,5 | 1,5 | 14,0 |
| 1981-1982  | Philadelphia 76ers | 48  | 36  | 23,4 | 56,4 | 0,0  | 69,5 | 6,4 | 1,1 | 0,4 | 1,1 | 11,0 |
| 1982-1983  | N.J. Nets          | 81  | 81  | 25,8 | 59,9 | -    | 64,6 | 5,2 | 1,4 | 0,8 | 1,9 | 12,0 |
| 1983-1984  | N.J. Nets          | 81  | 80  | 29,8 | 59,3 | 40,0 | 73,5 | 6,7 | 1,5 | 0,7 | 1,7 | 16,8 |
| 1984-1985  | N.J. Nets          | 39  | 30  | 24,9 | 56,6 | 0,0  | 71,1 | 4,6 | 1,2 | 0,4 | 0,9 | 13,5 |
| 1985-1986  | N.J. Nets          | 51  | 3   | 23,7 | 64,4 | 0,0  | 70,7 | 4,9 | 1,5 | 0,3 | 1,2 | 15,3 |
| 1986-1987  | N.J. Nets          | 6   | 2   | 17,7 | 62,5 | -    | 70,8 | 3,2 | 0,3 | 0,3 | 0,5 | 9,5  |
| 1987-1988  | Utah Jazz          | 4   | 0   | 6,5  | 14,3 | -    | 33,3 | 1,3 | 0,3 | 0,0 | 0,3 | 1,5  |
| 1987-1988  | Detroit Pistons    | 2   | 0   | 3,5  | 50,0 | -    | 66,7 | 0,0 | 0,5 | 0,0 | 0,5 | 2,0  |
| 1988-1989† | Detroit Pistons    | 14  | 0   | 3,4  | 47,4 | -    | 50,0 | 0,5 | 0,1 | 0,0 | 0,1 | 1,9  |
| Carriera   | Carriera           | 726 | 412 | 23,7 | 57,2 | -    | 68,5 | 6,1 | 1,3 | 0,5 | 1,4 | 12,0 |

#### Playoffs
| Anno     | Squadra            | PG  | PT | MP   | TC%  | 3P% | TL%  | RP  | AP  | PRP | SP  | PP   |
| -------- | ------------------ | --- | -- | ---- | ---- | --- | ---- | --- | --- | --- | --- | ---- |
| 1977     | Philadelphia 76ers | 18  | 0  | 18,4 | 52,6 | -   | 66,0 | 5,4 | 0,9 | 0,4 | 1,0 | 7,3  |
| 1978     | Philadelphia 76ers | 10  | -  | 18,0 | 50,9 | -   | 52,9 | 5,7 | 1,0 | 0,3 | 1,5 | 6,3  |
| 1979     | Philadelphia 76ers | 9   | -  | 28,3 | 52,8 | -   | 68,1 | 9,1 | 1,3 | 0,2 | 1,8 | 16,0 |
| 1980     | Philadelphia 76ers | 18* | -  | 33,7 | 52,9 | 0,0 | 64,5 | 7,6 | 1,8 | 0,7 | 2,3 | 17,3 |
| 1981     | Philadelphia 76ers | 16  | -  | 26,3 | 56,2 | -   | 72,1 | 6,1 | 0,9 | 0,2 | 1,0 | 13,8 |
| 1982     | Philadelphia 76ers | 21* | -  | 21,9 | 55,6 | -   | 66,0 | 4,7 | 0,5 | 0,3 | 1,7 | 11,0 |
| 1983     | N.J. Nets          | 2   | -  | 29,5 | 77,3 | 0,0 | 100  | 5,0 | 1,0 | 2,0 | 2,5 | 18,0 |
| 1984     | N.J. Nets          | 11  | -  | 30,9 | 55,9 | 0,0 | 84,3 | 6,2 | 1,2 | 0,5 | 0,9 | 18,4 |
| 1985     | N.J. Nets          | 3   | 3  | 21,3 | 47,8 | -   | 75,0 | 4,7 | 1,3 | 0,7 | 2,0 | 8,3  |
| 1986     | N.J. Nets          | 1   | 0  | 17,0 | 66,7 | -   | 66,7 | 3,0 | 3,0 | 0,0 | 2,0 | 10,0 |
| Carriera | Carriera           | 109 | 3  | 25,1 | 54,6 | -   | 70,3 | 6,1 | 1,1 | 0,4 | 1,5 | 12,6 |

## Influenze
Si autosoprannominò Chocolate Thunder, Dr. Dunkenstein oppure Sir Slam.
Dichiarò di essere un alieno proveniente dal pianeta Lovetron.
Il 13 novembre 1979, con i Sixers ospiti dei Kansas City Kings, ruppe il tabellone in cristallo. Investendo Bill Robinzine dei Kings con i frammenti. Diede alla schiacciata il soprannome "The Chocolate-Thunder-Flying, Robinzine-Crying, Teeth-Shaking, Glass-Breaking, Rump-Roasting, Bun-Toasting, Wham-Bam, Glass-Breaker-I-Am-Jam".
Il 5 dicembre 1979, nella gara casalinga contro i San Antonio Spurs, ruppe il secondo tabellone. Entrambe le partite subirono un'interruzione di oltre un'ora, per ripristinare i danni. La NBA introdusse una sanzione e relativa sospensione per il giocatore responsabile della rottura dell'attrezzo, e gli anelli sganciabili obbligatori dalla stagione 1981-82.
Dawkins soprannominò anche altre schiacciate: Rim Wrecker, Go-Rilla, Look Out Below, In-Your-Face Disgrace, Cover Your Head, Yo-Mama, Spine-Chiller Supreme e Greyhound Special (per le rare occasioni in cui effettuava un coast-to-coast).

## Palmarès

### Giocatore
- Campionato FHSAA: 1

Evans Maynard HS: 1975
- Campionato NBA: 1

Detroit Pistons: 1989

### Allenatore
- 2 volte campione USBL (2001, 2004)
- USBL Coach of the Year (1999)
- IBA Coach of the Year (1999)

## Record in Italia
- Punti - 37 contro Cantù
- Tiri da due realizzati - 15 (2 volte)
- Tiri da due tentati - 20 contro Arese
- Tiri da tre realizzati - 2 contro Pesaro
- Tiri da tre tentati - 2 contro Pesaro
- Tiri liberi realizzati - 13 contro Varese
- Tiri liberi tentati - 15 (2 volte)
- Rimbalzi offensivi - 7 (3 volte)
- Rimbalzi difensivi - 18 contro Rimini
- Rimbalzi totali - 19 (2 volte)
- Assist - 6 contro Napoli
- Palle recuperate - 9 contro Fabriano
- Schiacciate - 9 contro Milano
- Minuti giocati - 50 contro Pesaro